# Анна Александрова
Анна Василева Александрова е български политик и юрист от ГЕРБ. Народен представител от ГЕРБ в XLIII, XLIV, XLV, XLVI, XLVII, XLVIII и XLIX народно събрание. Била е председател на правната комисия в НС. В периода 2006 – 2008 г. е главен юрисконсулт в Министерството на отбраната по време на правителството на Симеон Сакскобургготски. Била е заместник-кмет на район „Надежда“ в Столична община.

## Биография
Анна Александрова е родена на 25 февруари 1972 г. в град Лом, Народна република България. Завършва специалност „Право“ в Университета за национално и световно стопанство.